# 안티 푸하카

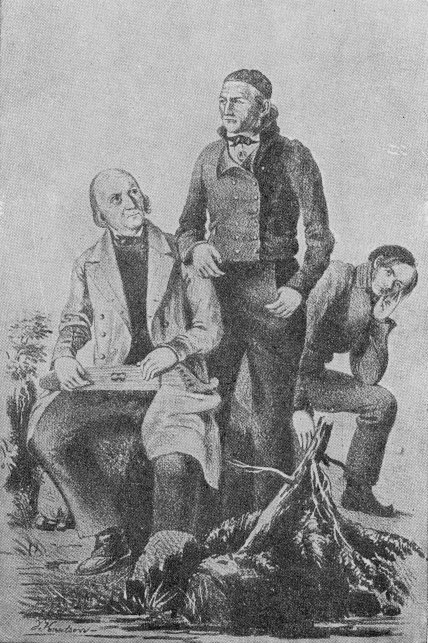
1845년 요한 크누트손이 그린 핀란드의 시인들(올리 퀴맬래이넨, 피에타리 마코넨, 안티 푸하카)

안티 푸하카(핀란드어: Antti Puhakka, 1816년 4월 24일~1893년 3월 30일)는 핀란드의 시인, 정치인이다.

## 생애
1816년 콘티오라흐티에서 유하나 푸하카(핀란드어: Juhana Puhakka)와 레타 캐르캐이넨(핀란드어: Reetta Kärkkäinen)의 아들로 태어났다. 15세부터 가장이 되어 숙련된 농업인이 되었다. 1837년 마리아 리코넨(핀란드어: Maria Riikonen)과 결혼했으나 1857년 사별했다. 이듬해 리타 투루넨(핀란드어: Riitta Turunen)과 재혼했다. 푸하카는 21세 때까지 문맹이었으나 글을 배우고 나서 방대한 양의 장서를 가지고 2천여 줄의 민속시를 작사했다.
푸하카는 칼레발라율을 능숙하게 구사했으며, 핀란드 문학회 회원이 되었다. 가장 유명한 작품으로는 스웨덴어만 사용하는 사법체계 때문에 평민이 겪는 문제를 노래한 "투흐만 유시의 이야기 여행(Tuhman Jussin juttureissu)", 1850년에 공포된 핀란드어 금지령을 비판한 "1850년 금지령에 대한 애도(Surulaulu 1850 vuoden kiellosta)" 등이 있다. 푸하카의 시는 핀란드에서 민속시가 사회질서에 대한 비판 수단으로 사용된 가장 초기의 사례로서 중요하게 평가받고 있다.
푸하카는 1월 위원회의 위원이었으며, 리페리 지역구의 농민부 국회의원으로 재임했다(재임기간 1863년–1864년, 1872년, 1877년–1878년, 1882년).